# منتخب الإكوادور لكأس ديفيز
منتخب الإكوادور لكأس ديفيز (بالإسبانية: Equipo de Copa Davis de Ecuador)‏ هو ممثل الإكوادور الرسمي في كرة المضرب في كأس ديفيز.